# Carmen de Andrés Conde
Carmen de Andrés Conde és la primera dona titulada Enginyer de Camins, Canales i Ports per l'Escola Tècnica Superior d'Enginyers de Camins, Canales i Ports de la Universitat Politècnica de Madrid en 1973.

## Trajectòria professional
Carmen de Andrés Conde es va matricular a l'Escola Tècnica Superior d'Enginyers de Camins, Canales i Ports de la Universitat Politècnica de Madrid en el curs 1968/69, malgrat no ser l'única dona que en aquest curs va entrar a formar part de l'alumnat de l'escola, sí es va convertir, quatre anys després, en la primera dona titulada Enginyer de Camins, Canales i Ports, en sol quatre anys i quedant la desè cinquena de la seva promoció.
El seu assoliment va tenir ressonància fins i tot en aquest moment, arribant a aparèixer en la premsa.
Després de titular-se va entrar en primera instància en el Ministeri d'Obres Públiques, en la Direcció general de Carreteres, especialitzant-se en innovació, qualitat i medi ambient, en concret en l'àmbit de les Obres Públiques i, dins del mateix, com a especialista en el cicle integral de l'aigua, passant a convertir-se en consultora en aquesta especialitat, tant per a les empreses privades, com per a l'administració pública.
Va acceptar el càrrec de Presidenta de Creativitat i Tecnologia, S.A. (CTYSA), una empresa del sector de la gestió i control integral del cicle de l'aigua, especialment per als processos de tractament d'aigües, telecontrol i telecomandament amb l'aplicació de solucions d'alt nivell tecnològic.
També va exercir Càrrecs públics, per exemple, entre els anys 1991 i 1994 va ser Director General de Política Tecnològica, la qual cosa li va suposar participar en l'elaboració de la Llei de la Indústria de 1992, en la Llei de Residus Tòxics i Perillosos; a més, anteriorment va participar en l'elaboració del Reial decret legislatiu sobre Avaluació de l'Impacte Ambiental (1986), encara que en aquest moment com a tècnic.
També ha realitzat treballs de docència com la labor realitzada en el Seminari sobre Innovació Tecnològica en l'Empresa en l'Harvard Bussines School (2009) i en el SeminarioGestión de la Innovació en l'Empresa en Wharton School (2010) i o el seu treball com a directora d'un MBA en Construccions i infraestructures.
En la acrtualidad és Membre del Consell Assessor del Fons de Cooperació per a Aigua i Sanejament (Agència Espanyola de Cooperació Internacional) i Consellera del Grup Ponts, Vocal de la Junta de Govern del Col·legi d'Enginyers de Camins, Canales i Ports, consellera del Banc de Crèdit Industrial, de Paradores Nacionals, i del ICEX.

## Publicacions
Al llarg de la seva carrera professional Carmen deAndrés Conde ha publicat articles en revistes especialitzades com: Revista de Obras Públicas: Órgano profesional de los ingenieros de caminos, canales y puertos (Gestión de cuencas: de la prevención de inundaciones a la gestión integral del ciclo del agua. Carmen de Andrés Conde. Revista de Obras Públicas. ISSN 0034-8619, Nº. 3530, 2012, págs. 7-14); Qualitas hodie: Excelencia, desarrollo sostenible e innovación (Calidad e innovación en la empresa. Carmen de Andrés Conde. Qualitas hodie: Excelencia, desarrollo sostenible e innovación, ISSN 1133-2417, Nº. 18, 1995, págs. 103-105); Economía industrial (Calidad y Seguridad Industrial. Carmen de Andrés Conde. Economía industrial, ISSN 0422-2784, Nº 285, 1992, págs. 21-27) o en Información Comercial Española, ICE: Revista de economía (La tecnología y el binomio industria-medio ambiente. Carmen de Andrés Conde. Información Comercial Española, ICE: Revista de economía, ISSN 0019-977X, Nº 711, 1992 (Ejemplar dedicado a: ECONOMÍA Y MEDIO AMBIENTE), págs. 193-202) entre d'altres.
També ha col·laborat en obres col·lectives com:
- Redes de acceso para la interactividad. Carmen de Andrés Conde. Apuntes de la sociedad interactiva: autopistas inteligentes y negocios multimedia / Cándido Velázquez-Gaztelu Ruiz (pr.), 1994, ISBN 84-8112-020-0, págs. 103-111.[6]

## Reconeixements
L'any 2009 el Col·legi d'Enginyers de Camins, Canales i Ports la va distingir atorgant-li la Medalla d'Honor.